# Jorge Lazaroff

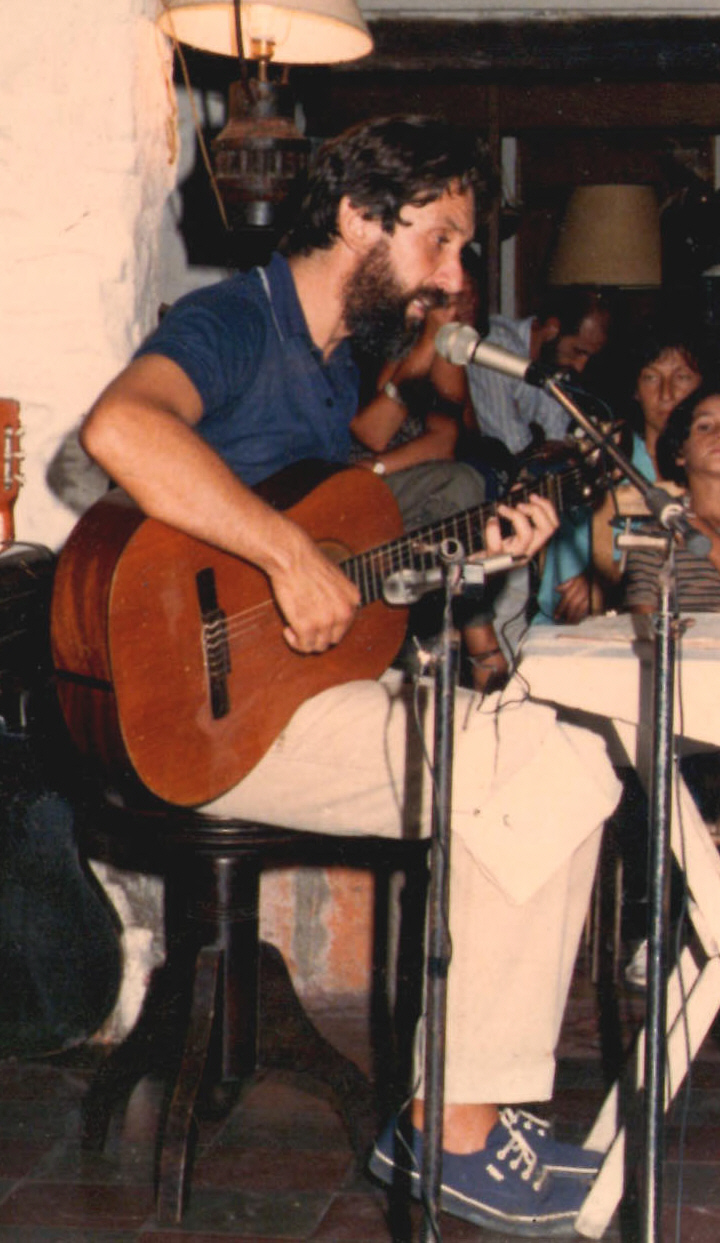
Jorge Lazaroff

Jorge Ovidio Lazaroff Cesconi (* 28. Februar 1950 in Montevideo; † 22. März 1989) war ein uruguayischer Sänger, Gitarrist und Komponist.
Der Sohn eines bulgarischen Einwanderers und einer im uruguayischen Salto geborenen Mutter kam im montevideanischen Stadtviertel Cordón als ältester von drei Brüdern zur Welt. Sein Bruder Rosario ist als Autor literarischer Texte, sein Bruder Juan Eduardo als Komponist in Erscheinung getreten.
Im Laufe seines künstlerischen Schaffens nahm er die vier Solo-Alben „Albañil“, „Dos“, „Tangatos“ und „Pelota al medio“ auf. Auch gehörte er den Gruppen Los que Iban Cantando, Vale 4 und Patria Libre an und war in die Anfänge des Projekts Canciones para no dormir la siesta involviert.
Zudem war er Fan des von seinem Vater gegründeten uruguayischen Fußballklubs Danubio Fútbol Club.

## Diskographie
- Albañil (Ayuí / Tacuabé a/e20k, 1979)
- Dos (Ayuí / Tacuabé a/e34k, 1983)
- Tangatos (Ayuí / Tacuabé a/e46k, 1985)
- Éxitos de nunca (Ayuí / Tacuabé a/e85k)
- Ríos (Ayuí / Tacuabé a/e112k)
- Pelota al medio (Orfeo, 1989)
- Irrestricto (Liveaufnahme gemeinsam mit Leo Masliah 1984. Perro Andaluz, 2006)